# Carola von Eynatten
Carola von Eynatten (auch: Maria Carola Freiin von Eynatten-Dirking) (* 31. Dezember 1857 in Verona; † 3. November 1917 in Heidelberg) war eine deutsche Schriftstellerin.

## Leben
Sie wurde in ihrem Elternhaus von Privatlehrern unterrichtet. Als ihre ersten dramatischen Versuche beim Wiener Stadttheater nicht angenommen wurden, verzichtete sie längere Zeit auf schriftstellerische Arbeiten. Sie lebte nach dem Tode ihrer Mutter in Gesellschaft einer älteren Dame in Freiburg im Breisgau und zog 1907 nach Heidelberg, wo sie im Alter von 69 Jahren starb.

## Werke
- Die echte Christin und ihr Wirken. Hufeland, Minden 1883.
- Die Frau in Haus und Welt. Ein praktischer und moralischer Führer für Frauen und Jungfrauen. Koch, Leipzig 1888.
- Chiffre A B C. Humumoreske aus dem Studentenleben. Jüngst, Weimar 1889.
- Schwarzwaldsagen. Dölter, Emmendingen 1889. Neuausgabe 2016 bei Hansebooks, Norderstedt. ISBN 978-3-7411-5610-6
- Harzsagen. Sagen und Geschichten. Jüngst, Weimar 1889. (Digitalisat)
- Deutsche Sagen und Geschichten. Hanstein, Bonn 1890.
- Rheinsagen. Sagen und Geschichten. Franke, Leipzig 1890. (Digitalisat)
- Mariensagen. Huttler, München 1890.
- Eifelsagen. Sagen und Geschichten. Stephanus. Trier 1891.
- Für unsere Töchter. Eine Mitgabe für junge Mädchen beim Eintritt in das Leben. Jüngst, Weimar 1891.
- Brandenburger Sagen. Sagen und Geschichten. Franke, Leipzig 1893. (Digitalisat)
- ’s Dorli. Erzählungen aus dem Schwarzwalde. Weber, Baden-Baden 1895.
- Die Armins-Brüder. Erzählung für die reifere Jugend und das Volk. Nationale Verlagsanstalt, Regensburg 1896.
- ’s Ännili. Erzählung. Riffarth, Mönchen-Gladbach & New York 1897.
- Der Fuchs von Eiach. Aus stürmiſcher Zeit. In nordischen Meeren. 3 Erzählungen für die Jugend. 1897.[1]
- Wollt Ihr glücklich sein? Handbuch für Verlobte und Eheleute. Müller, München 1897.
- Aus deutschen Landen. Märchen, Sagen und Geschichten. Düms, Wesel 1891.
- Aus vergangenen Zeiten. Sagen und Geschichten für die Jugend. Rusell, Münster 1896.
- Um den Rosenstein. Der arme Junker. 2 Erzählungen für die Jugend. 1899.[2]
- Burg Degenstein. Erzählung für junge Mädchen. Hirt, Leipzig 1900.
- Liesels Kompagnon. 1901.[3]
- Die Geschwister Saldern. Erzählung. Bucher, Würzburg 1902.
- Margitas Stolz. Eine Erzählung für junge Mädchen. Levy & Müller, Stuttgart 1902.
- Der Zug nach Süden. Lucas, Elberfeld 1902.
- Student Annchen. Erzählung für junge Mädchen. Levy & Müller, Stuttgart 1903.
- Kandidat Brätling. Roman. Vangerow, Bremerhaven 1903.
- Förſters Töchterlein. Roman. 1905.[4]
- Anikas Brautstand. Roman. Sunlicht, Rheinau 1905.
- Gräfin Hannas Ehe. Roman. Meister, Werdau 1907.
- Pereat Austria! Geschichte einer Zukunftrevolution in Österreich-Ungarn. Deutsche Zukunft, Leipzig 1909.
- Menschenschicksale. Aus den Papieren einer Samariterin. Kielmann, Stuttgart 1909.
- Feldberg-Geschichten. Waibel, Heidelberg 1910.
- Die Tage der Rosen. Eine Erzählung für junge Mädchen. Levy & Müller, Stuttgart 1912.
- Um Brot und Ehre. Erzählung aus dem Schwarzwälder Volksleben. Bucher, Würzburg 1914.
- Die sich selbst vergessen. Roman aus der Zeit des Polnischen Aufstandes. Verein der Bücherfreunde, Berlin 1915.
- Das Glück der Braunsberg. Ein Roman aus Welsch-Tirol. Meister, Werdau 1916.
- Er ist mein Mann, 1917 veröffentlicht als Fortsetzungsroman in der Rheinisch-Westfälischen Zeitung